# Росати ди Сопра (Виченца)
Росати ди Сопра је насеље у Италији у округу Виченца, региону Венето.
Према процени из 2011. у насељу је живело 18 становника. Насеље се налази на надморској висини од 548 м.